# Port lotniczy Fort Lauderdale/Hollywood
Port lotniczy Fort Lauderdale/Hollywood (ang. Fort Lauderdale-Hollywood International Airport, kod IATA: FLL, ICAO: KFLL) – międzynarodowe lotnisko położone 5 km na południowy zachód od centrum Fort Lauderdale, w stanie Floryda w USA. Port lotniczy jest ulokowany niedaleko miast Hollywood i Dania Beach, 34 km na północ od Miami.
Jest jednym z największych portów lotniczych na Florydzie. W 2006 obsłużył 21,3 mln pasażerów. Obecnie jest najszybciej rozwijającym się portem lotniczym USA. Port jest 23. portem lotniczym pod względem liczby przewozów pasażerskich w USA, i plasuje się wśród 50 najruchliwszych lotnisk świata.

## Linie lotnicze i połączenia

### Terminal 1

#### Hall B
- Frontier Airlines (Denver, Islip [od 14 grudnia 2018][3], Trenton [od 14 grudnia 2018][3])
- JetBlue Airways (Boston, Buffalo, Charlotte, Guayaquil [od 28 lutego 2019][4], Long Beach, Nowy Jork-JFK, Nowy Jork-LaGuardia, Newark, Newburgh, Ponce [do 15 lutego], Raleigh/Durham, Richmond, Syracuse, Waszyngton-Dulles, White Plains)
- Southwest Airlines (Austin [od 10 maja], Baltimore/Waszyngton, Buffalo, Chicago-Midway, Houston-Hobby, Jacksonville, Long Island/Islip, Manchester (NH) [od 8 marca], Nashville, Nowy Orlean, Orlando, Filadelfia, Providence, Raleigh/Durham, St. Louis, Tampa)

#### Hall C
- Continental Airlines (Cleveland, Houston-Intercontinental, Newark)
  - Continental Connection obsługiwane przez Gulfstream International Airlines (Andros Town, Freeport, Governor’s Harbour, Great Exuma Island, Key West, Marsh Harbour, Nassau, New Bight, North Eleuthera, South Bimini, Tampa, Treasure Cay)
- JetBlue Airways (Patrz Hall B)
- Northwest Airlines (Detroit, Indianapolis, Memphis, Minneapolis/St. Paul)
  - Northwest Airlink obsługiwane przez Pinnacle Airlines (Indianapolis)

### Terminal 2

#### Hall D
- Air Canada (Montréal, Ottawa [sezonowo], Toronto-Pearson)
- Allegiant Air (Allentown/Bethlehem, Blountville/Tri-Cities, Chattanooga, Chicago/Rockford, Fort Wayne, Greenville (SC), Huntington, Huntsville, Knoxville, Peoria, Plattsburgh)
- Delta Air Lines (Atlanta, Boston, Cincinnati, Hartford, Las Vegas, Nowy Jork-JFK, Nowy Jork-LaGuardia, Salt Lake City)
  - Delta Connection obsługiwane przez Chautauqua Airlines (Columbus)
  - Delta Connection obsługiwane przez Comair (Cincinnati)
  - Delta Connection obsługiwane przez Freedom Airlines (Orlando, Pensacola, Raleigh/Durham, Tallahassee)
- Midwest Airlines (Kansas City, Milwaukee)

### Terminal 3

#### Hall E
- AirTran Airways (Akron/Canton [sezonowo], Atlanta, Baltimore/Waszyngton, Detroit [sezonowo], Gulfport/Biloxi, Indianapolis [sezonowo], Memphis, Newport News/Williamsburg, Filadelfia, Pittsburgh [sezonowo], Rochester (NY) [sezonowo], White Plains)
- Bahamasair (Freeport, Nassau)
- Skybus Airlines (Columbus, Greensboro)
- US Airways (Charlotte, Las Vegas, Filadelfia, Phoenix, Pittsburgh, Waszyngton-Reagan)
  - US Airways Express Air Wisconsin (Key West) [sezonowo]

#### Hall F
- American Airlines (Chicago-O’Hare, Dallas/Fort Worth, Los Angeles, Nowy Jork-LaGuardia, Port-au-Prince, San José (CR), San Juan (PR), Santo Domingo, St. Louis [sezonowo])
  - American Eagle Airlines (Nassau)
- CanJet (Halifax, Québec) [czartery]
- Constellation Charter obsługiwane przez Primaris Airlines (Port of Spain) [czartery]
- Skyservice [czartery] (Toronto-Pearson)
- Spirit Airlines (Patrz Terminal 4)
- Sunwing Airlines (Toronto-Pearson) [sezonowo]
- United Airlines
  - Ted obsługiwane przez United Airlines (Chicago-O’Hare, Denver, Waszyngton-Dulles)
- USA3000 Airlines (Newark, Filadelfia, Pittsburgh)
- WestJet (Halifax [sezonowo; od 16 lutego], Hamilton [sezonowo; od 16 lutego], Montréal [sezonowo], Toronto-Pearson)

### Terminal 4

#### Hall H
- Air Jamaica (Bridgetown (Barbados), Kingston, Montego Bay)
- Air Transat (Montreal, Québec, Toronto-Pearson) [sezonowo]
- Avianca (Bogotá)
- Finnair (Helsinki) [sezonowo]
- Norwegian Air Shuttle [od listopada 2013: Kopenhaga, Oslo, Sztokholm; Paryż]
- Spirit Airlines (Aguadilla, Aruba, Atlanta, Atlantic City, Boston [od 17 kwietnia], Cancún, Chicago-O’Hare, Detroit, Freeport, Grand Cayman, Gwatemala, Kingston, Las Vegas, Lima, Los Angeles, Managua, Montego Bay, Myrtle Beach, Nassau, Nowy Jork-LaGuardia, Orlando, Panama, Ponce, Port-au-Prince, Providenciales, Punta Cana, San Antonio, San José (CR), San Juan (PR), San Pedro Sula, San Salvador (Bahamas), Santo Domingo, St. Maarten, St. Thomas, Tampa, Waszyngton-Reagan)
- Travelspan obsługiwane przez Xtra Airways (Port of Spain)
- Zoom Airlines Limited (Bermuda, Londyn-Gatwick) [sezonowo]